# 李中志
李中志（1916年4月30日—1950年7月2日），原名李金財，日治台北州七星郡士林街和尚洲人，中國共產黨黨員。和尚洲公學校第一名畢業，1947年二二八事件後，擔任預備武裝起義總指揮，郭琇琮擔任副總指揮，由老台共廖瑞發引介加入共產黨，成為省工委台北市工委會委員發展組織，因紅旗雜誌遭檢舉被逮捕，並牽連延平中學校長及多名教員，1950年7月2日與廖瑞發被枪决於馬場町刑場。

## 生平

### 少年李中志
李金財生於1916年4月30日，父親張查某係一貧農，入贅和尚洲李家，子女皆隨母姓李，但後來母親過世，其父再娶，生弟張金海、妹張硯，幼年聰明的李金財，1928年以第一名成績畢業於和尚洲公學校，但是如許強等台籍子弟，因教材與小學校相差甚多，以至報考台北二中落榜，由於老台共廖瑞發與李金財的父親是反日同志，在李金財家中設台共學習組織，因此13歲的李金財也就耳濡目染之下加入讀書會，妹妹張硯回憶：「讀小學時日本人罵我們清國奴，哥哥就氣憤地回滾回日本去，哥哥告訴我清國奴就是亡國奴的意思。」，與大多數的台籍青年一樣反日思漢由是萌芽，李金財在太平町補習中文並且學習了一口流利的英文。
1931年廖瑞發等台共成員遭日本警察逮捕，具有強烈民族意識的李金財積極尋求回到祖國抗日的道路，他決定先到東京留學，再看是否能通過滿州國進入中國，1938年李金財在同鄉李水清幫助下進入東京府立第六中学校夜間部（今東京都立新宿高等学校）就讀預備考大學，李金財此時改名李中志，1940年考入中央大學法學部，1944年畢業後已是戰雲密布的太平洋戰爭後期，日本政府實施徵兵徵集台灣子弟入伍，1945年李中志決定加入日本空軍，計畫將飛機開往中國解放區，但是因體檢不合格，只能擔任陸軍，一直到戰爭結束李中志少尉退伍，始終無法進入中國。

### 加入共產黨
1945年8月，中共即派蔡孝乾、洪幼樵、張志忠等人建立台灣省工作委員會，蔡孝乾與廖瑞發係老台共，因此蘆洲一時成為省工委最早聚集地，由於廖瑞發的關係，李中志1946年即加入中國共產黨，1947年二二八事件發生時，李中志糾集學生組織武裝起義，根據當時就讀延平大學葉紀東的回憶，3月4日李中志找陳炳基與葉紀東預備進行武鬥，當時他們動員北部學校學生進行戰鬥編組組成學生軍，李中志軍旅生涯所學得以發揮，李中志擔任總指揮，郭琇琮擔任副總指揮、陳炳基法商學院、陳金目師範學院、葉紀東延平大學，當時預計攻佔景尾軍火庫，然後再攻佔馬場町軍火庫，而廖瑞發家離警備司令部較近為指揮中心，一旦攻佔軍火庫後立即進攻警備司令部，同時聯絡了烏來的原住民頭目支援作戰，但因為原住民頭目3月6日才下山，青年軍已於3月4日晚上與3月5日凌晨間起事，由於未掌握先機已陸續退卻，武裝攻擊計畫宣告流產。

### 入獄與槍決
1947年10月，李中志與郭琇琮等成立省工委台北市工委會，並發展支部組織，李中志的弟弟張金海、妹妹張硯也都加入組織，張金海擔任街頭支部委員，張硯擔任和尚洲公學校教師，李中志則與中央大學同學楊廷謙成立台灣新生建設研究會。
1948年11月廖瑞發發展之成員林慶雲的外圍組織「愛國青年會」被台灣省警務處破獲，經促轉會解密國家檔案局相關卷證後，由林慶雲之自白書給谷正文，鉅細靡遺的詳述了組織成員，包括郭琇琮、謝湧鏡、張金海、李中志、廖瑞發、林正亨、張硯、陳本江、傅世明、鄭海樹、謝桂林、蔡孝乾、李水井、李蒼降、李份、孫古平、盧鏡澄、許希寬等。牽連包含台北市工委會、台灣省工委、基隆市工委會、台南市、高雄市工委會等案。
李中志因案被逮捕，李中志住處正好有楊廷謙信件，又楊廷謙家中有台灣新生建設研究會名冊，以此牽連延平中學校長及多名教員，廖瑞發也因民主自治同盟案而一併遭判死刑，李中志於1950年39安潔字第1110號判決書判處死刑，1950年7月2日與廖瑞發被枪决於馬場町刑場。

### 平反
2018年12月7日，促進轉型正義委員會促轉三字第1075300145A號函文，公告受難者黃藻儒君等1505人應予平復司法不法之刑事有罪判決暨其刑，其中(39)安潔字第1110號，有關李中志共同意圖顛覆政府而
著手實行之有罪判決暨其刑及沒收之宣告正式撤銷。